# Лагард, Пауль де
Пауль Антон де Лагард (нем. Paul Anton de Lagarde; собственно Бёттихер, по матери Лагард; 1827—1891) — немецкий историк-востоковед, профессор в Гёттингене. Главная его заслуга заключается в попытке воссоздать три редакции Септуагинты.

## Биография
Родился в Берлине 2 ноября 1827 года.
Его первые труды («Gesammelte Abhandlungen», Лейпциг, 1866) касались, главным образом, иранского мира; затем он издал целый ряд древних сочинений на сирийском языке и связанных с ними греческих текстов. К иранским языкам он вернулся в своих «Beiträge zur baktrischen Lexikographie» (1868), «Armenische Studien» (1877) и «Persische Studien» (1884); затем появились «Semitica» (Гёттинген, 1878—1879), «Orientalia» (1879—1880), «Aegyptiaca» (1883) и «Uebersicht über die im Aramäischen, Arabischen und Hebräischen übliche Bildung der Nomina» (1889) — труд чрезвычайно важный для сравнительного изучения семитических языков.
Целый ряд изданий Лагарда был посвящён критике текста Библии. В «Kanonische Bücher des Alten Testaments und griech. Sprache» (1883) Лагард пытался воссоздать 3 редакции перевода семидесяти толковников, которые признавались, по свидетельству блаженного Иеронима, в трёх церковных областях Востока. «Symmicta» (1877—1880) и «Mitteilungen» (1884—1891), богословско-филологического содержания, содержат мелкие работы Лагарда за последнее время его жизни.
Лагардом также написаны: «Ueber das Verhältniss des deutschen Staates zu Theologie, Kirche und Religion» (Гёттинген, 1873); «Polit. Aufsätze» (1874); «Ueber die gegenwärtige Lage des Deutschen Reichs» (1876) и др. Собрание его публицистических сочинений «Deutsche Schriften» вышло в 189] — R. Gottheil издал «Bibliography of the works of P. A de L.», в «Proceedings of the American Oriental Society» (1892 и отд.).
Иностранный член-корреспондент Петербургской Академии наук (1890).
Лагард стал идеологом синтеза антисемитских воззрений в Германии в рамках идеологии пангерманизма наряду с Хьюстоном Стюартом Чемберленом — теоретиком расового антисемитизма.
Умер в Гёттингене 22 декабря 1891 года. Похоронен на Гёттингенском городском кладбище.